# Освајачи олимпијских медаља у атлетици — 5.000 метара екипно за мушкарце
Освајачи олимпијских медаља у атлетици за мушке у дисциплини 5000 m екипно, која је на програму игара била само једном, као демонстрациона дисциплина, приказани су у следећој табели. За такмичење су се пријавиле само две екипе Уједињеног Краљевства и Француске. Екипе су имале по 5 такмичара. Екипу Уједињеног краљевсва је допунио и један члан Аустралије. Број освојеног места је носио исти број освојених бодова. Мањи збир бодова свих такмичара једне екипе, дао је коначни пласман. Златна медаља је због мешовитиг састава екипе додељена је Мешовитом тиму.
| Олимпијске игре    | Злато | Злато          | Сребро                                                                                                | Сребро        | Бронза | Бронза |
| ------------------ | --- | -------------- | --- | ------------- | ------ | ------ |
| Париз 1900. детаљи | Уједињено Краљевство и Аустралија · 1° Чарлс Бенет 15:20,0 · 2° Џон Ример Аустралија · 6° Сидни Робинсон · 7° Алфред Тајсо · 10° Стенли Роули | 1+2+6+7+10= 26 | Француска · 3° Анри Делож · 4° Гастон Рагено · 5° Жак Шастаније · 8° Андре Кастане · 9°Мишел Шампудри | 3+4+5+8+9= 29 | –      |        |

## Биланс медаља 5.000 метара екипно
|    | Држава       | Злато | Сребро | Бронза | Укупно |
| -- | ------------ | ----- | ------ | ------ | ------ |
| 1. | Мешовити тим | 1     | 0      | 0      | 1      |
| 2. | Француска    | 0     | 1      | 0      | 1      |
|    | Укупно (2)   | 1     | 1      | 0      | 2      |